# 鑑草
『鑑草』（かがみくさ）は中江藤樹が記した女子教育のための訓話集である。全6巻。正保4年（1647年）に刊行された。
『鑑草』は漢籍の『迪吉録』・『列女伝』などから女性のための訓話を中江藤樹が日本語訳して各話に解説文をつけたものである。
訓話は八つの教訓ごとにまとめられている。
1. 巻之一　孝逆之報　訓話の数　11話。
2. 巻之二　守節背夫之報　訓話の数　13話。
3. 巻之三　不嫉妬毒之報　訓話の数　9話。
4. 巻之四　教子之報　訓話の数　7話。
5. 巻之五　慈残之報　訓話の数　10話。　仁虐之報　訓話の数　5話。
6. 巻之六　淑睦之報　訓話の数　2話。　廉貪之報　訓話の数　4話。

## 校訂本
- 中江藤樹『中江藤樹文集』武笠三校訂、有朋堂書店〈有朋堂文庫〉、1926年7月、191-368頁。
- 中江藤樹 著、藤樹神社創立協賛会 編『藤樹先生全集』 第3冊 倭文心学成書 第1 翁問答、第2 鑑草、第3 藤樹先生精言、第4 文武問答、藤樹書院、1928年。
- 中江藤樹『鑑草　附　春風・陰隲』加藤盛一校註、岩波書店〈岩波文庫〉、1939年4月17日。ISBN 4-00-330362-8。
- 中江藤樹 著、藤樹書院 編『藤樹先生全集』 第3冊 翁問答 鑑草 藤樹先生精言 文武問答（増訂版）、岩波書店、1940年。
  - 中江藤樹 著、藤樹書院 編『藤樹先生全集』 第3巻 倭文心学成書1～4（1978年御生誕370年記念出版）、弘文堂書店、1976年9月。 - 増訂版（岩波書店、1940年刊）の複製。
- 中江藤樹『中江藤樹』 上巻 翁問答 翁問答改正篇 鑑草 藤樹先生精言 文武問答 書簡 雑著、日本図書センター〈日本教育思想大系〉、1979年1月。
- 中江藤樹原著『鑑草　現代語新訳』日本総合教育研究会編訳（第2版）、行路社、1990年5月。